# Placówka Straży Celnej „Przyszowice”

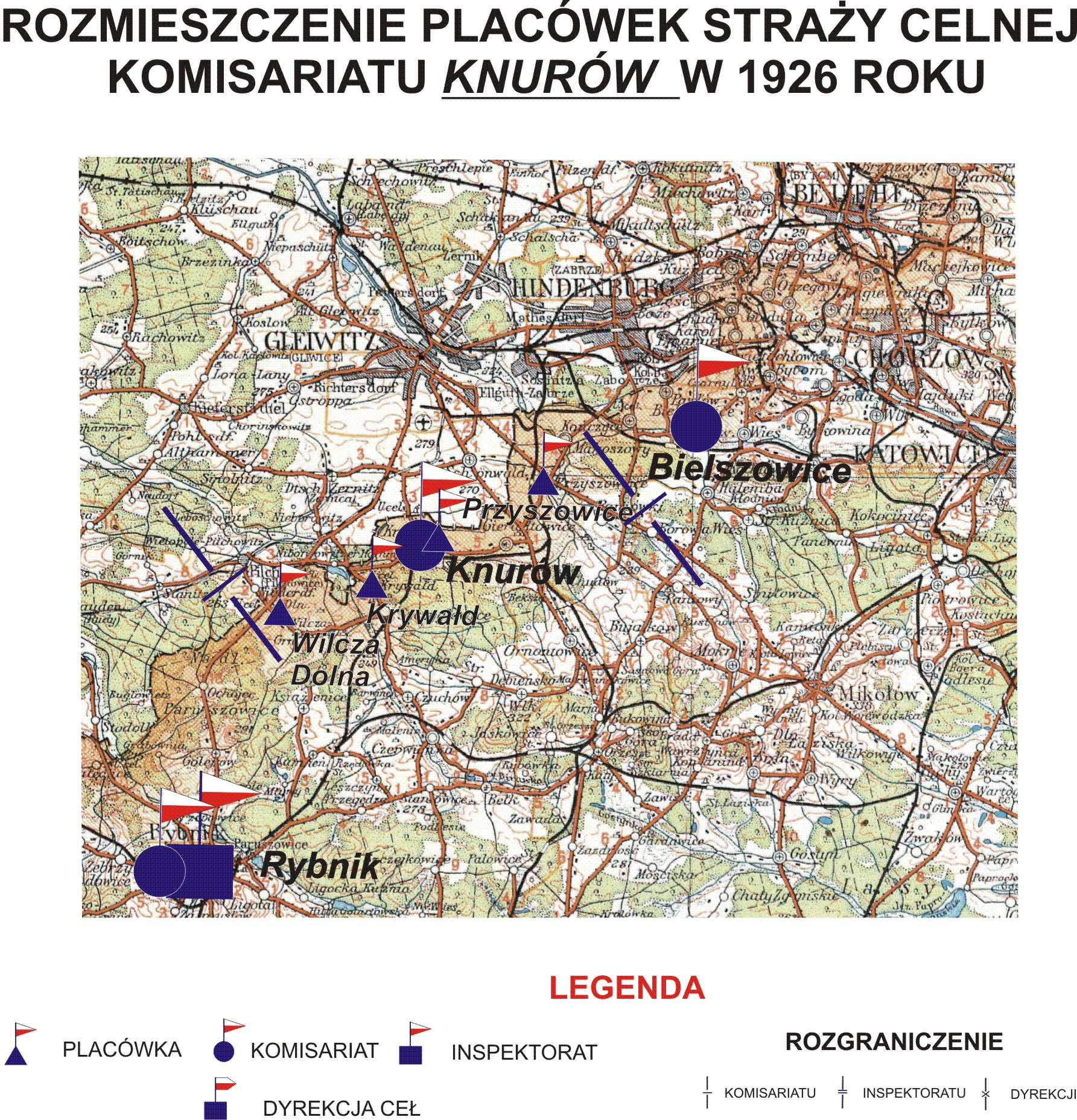
Rozmieszczenie placówek SC Komisariatu Knurów w 1926 r.

Placówka Straży Celnej „Przyszowice” – jednostka organizacyjna Straży Celnej pełniąca w okresie międzywojennym służbę ochronną na granicy polsko-niemieckiej.

## Formowanie i zmiany organizacyjne
Na wniosek Ministerstwa Skarbu, uchwałą z 10 marca 1920 roku, powołano do życia Straż Celną. Od połowy 1921 roku jednostki Straży Celnej rozpoczęły przejmowanie odcinków granicy od pododdziałów Batalionów Celnych. Proces tworzenia Straży Celnej trwał do końca 1922 roku. Placówka Straży Celnej „Przyszowice” weszła w podporządkowanie komisariatu Straży Celnej „Knurów” z Inspektoratu SC „Rybnik”.
W drugiej połowie 1927 roku przystąpiono do gruntownej reorganizacji Straży Celnej. W praktyce skutkowało to rozwiązaniem tej formacji granicznej. Ochronę północnej, zachodniej i południowej granicy państwa przejęła powołana z dniem 2 kwietnia 1928 roku Straż Graniczna.
Rozkazem nr 4 z 30 kwietnia 1928 roku w sprawie organizacji Śląskiego Inspektoratu Okręgowego dowódca Straży Granicznej gen. bryg. Stefan Pasławski powołał komisariat Straży Granicznej „Paniówki”. Placówka Straży Granicznej I linii „Przyszowice” znalazła się w jego strukturze.

## Funkcjonariusze placówki
Kierownicy placówki
| stopień    | imię i nazwisko, numer  | okres pełnienia służby | kolejne stanowisko |
| ---------- | ----------------------- | ---------------------- | ------------------ |
| przodownik | Stefan Śmiełowski (877) | był w 1926             |                    |

Obsada personalna placówki w 1926:
- przodownik Stefan Śmiełowski (877)
- starszy strażnik Jan Smiejek (878)
- starszy strażnik Marcin Sobczak (876)
- starszy strażnik Michał Dominiczak (192)
- strażnik Teodor Just (369)
- strażnik Jan Wiatr (1048)
- strażnik Paweł Kudela (473)
- strażnik Leon Preczek (781)
- strażnik Józef Szyga (916)
- strażnik Michał Sobota (948)
- strażnik Władysław Bagiński (114)
- strażnik Jan Czeplin (1265)